# Documenta

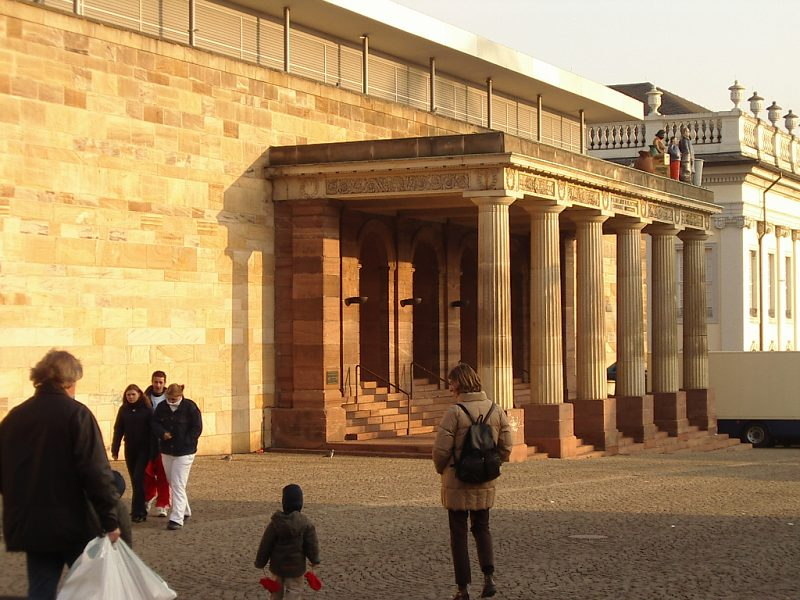
Kassel

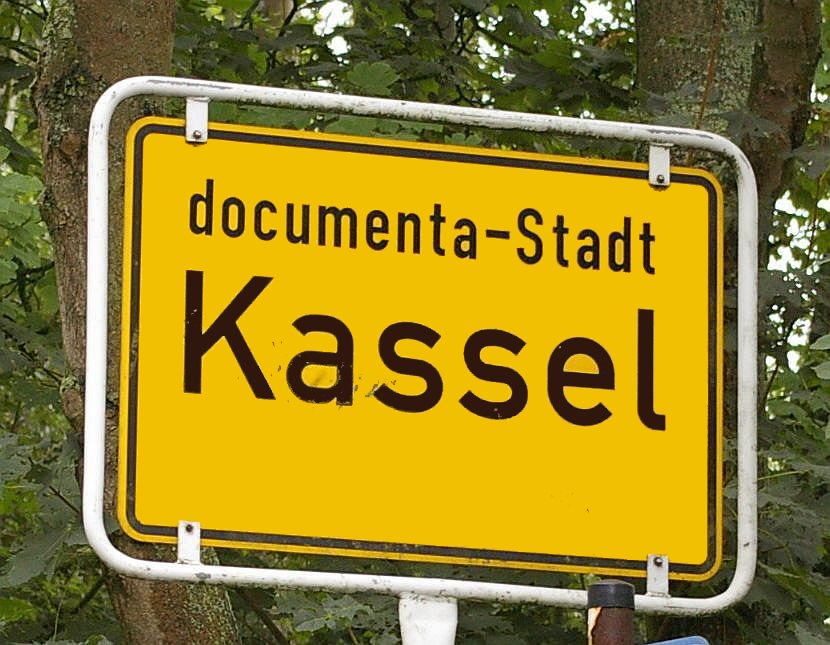
Panoul localității Kassel

documenta este o expoziție de artă contemporană, supranumită 'The Hundred Day Museum' (Museul de 100 de zile); are loc din cinci în cinci ani la Kassel în Germania, oraș care timp de trei luni devine centrul lumii artistice mondiale.
A fost fondată de artistul, profesor și curator Arnold Bode începând cu 1955, ca o mărturie a dorinței Germaniei de a se împăca cu restul lumii moderne și de a se confrunta cu propriul faliment cultural cauzat de cel de-al Doilea Război Mondial.
Denumirea expoziției este un cuvânt artificial, inventat. Termenul își propunea să indice intenția fiecărei expoziții, și în special a primei ediții documenta din 1955, de a reprezenta o documentare a artei moderne, aspect ce nu a fost accesibil publicului în Germania nazistă.
Pentru fiecare ediție a documentei se desemnează un director artistic diferit, motiv pentru care de fiecare dată documenta este „reinventată”, oferind noi puncte de vedere.

## Lista edițiilor documenta
- documenta 1, 16 iulie - 18 septembrie 1955, directori artistici, Arnold Bode, Werner Haftmann
- documenta 2, 11 iulie - 11 octombrie 1959, directori artistici, Arnold Bode, Werner Haftmann
- documenta 3, 27 iulie - 5 octombrie 1964, directori artistici, Arnold Bode, Werner Haftmann
- documenta 4, 27 iunie - 6 octombrie 1968
- documenta 5, 30 iunie - 8 octombrie 1972, director artistic Harald Szeemann
- documenta 6, 24 iunie - 2 octombrie 1977, director artistic Manfred Schneckenburger
- documenta 7, 19 iunie - 28 septembrie 1982, director artistic Rudi Fuchs
- documenta 8, 12 iunie - 20 septembrie 1987, director artistic Manfred Schneckenburger
- documenta IX, 13 iunie - 20 septembrie 1992, director artistic Jan Hoet
- documenta X, 21 iunie - 28 septembrie 1997, directoare artistică Catherine David
- Documenta11, 8 iunie - 15 septembrie 2002, director artistic Okwui Enwezor, 650 924 vizitatori
- documenta 12, 16 iunie - 23 septembrie 2007, director artistic Roger Buergel
- dOCUMENTA (13), 9 iunie - 16 septembrie 2012, directoare artistică Carolyn Christov-Bakargiev
- documenta 14, 10 iunie - 17 septembrie 2017, director artistic Adam Szymczyk

## Alte evenimente internaționale majore de artă contemporană
- Bienala de la Veneția, Italia
- Bienala de la Istanbul, Turcia
- Bienala de la Sao Paolo, Brazilia
- Manifesta, Europa